# Bat Pussy
«Bat Pussy» (примерный перевод — «Киска — Летучая Мышь», также в разговорном английском слово pussy означает женский половой орган) — американская порнопародия на телесериал «Бэтмен» (1966—1968).
Точный год выхода «Bat Pussy» неизвестен: примерно начало 1970-х годов; IMDb указывает 1971 год (ограниченный показ), IAFDb — 1973 год, многие другие источники также указывают на 1973 год. Лента считается первой порнографической кинопародией, а также одним из худших порнофильмов из когда-либо снятых.

## Сюжет
Судя по всему, действие фильма происходит в Готэм-Сити. Сюжет сконцентрирован на супружеской паре, Бадди (мужчина) и Сэм (женщина). Их половая жизнь пришла в уныние, поэтому Бадди, после чтения номера журнала Screw, решает разнообразить её оральным сексом. Остаток ленты пара проводит в постели в своей спальне, экспериментируя куннилингусом, фингерингом и минетом, несмотря на явную эректильную дисфункцию мужчины. На протяжении всех этих сцен Бадди и Сэм беспрерывно оскорбляют друг друга и спорят из-за сексуальных действий.
Тем временем, на другом конце города в своём секретном убежище живёт «Киска — Летучая Мышь» (в обычной жизни — девушка по имени Дора Дилдо). Она — таинственный борец с преступностью, и о происходящем злодеянии она узнаёт, когда её влагалище начинает подёргиваться. Почувствовав, что кто-то собирается снять «фильм о трахе» в её «святом Готэм-Сити», Дора надевает костюм Летучей Мыши и не спеша путешествует по городу на розовом хоппере. В пути она несколько раз останавливается: чтобы помочиться в кустах, для предотвращения изнасилования и грабежа (здесь она избивает злодеев своим хоппером). Наконец, Киска обнаруживает «порнозлодеев»: это оказываются Бадди и Сэм — Бадди начал фотографировать влагалище своей жены, чтобы продать снимки и «сделать на этом состояние». Киска врывается в спальню к супругам и останавливает это «злодеяние». Они немедленно начинают пытаться заниматься сексом втроём, а потом Киска снова надевает свой костюм и исчезает. Развязки фильм не имеет.

## Обнаружение и релиз
Фильм был обнаружен в кладовой секс-кинотеатра «Париж» в городе Мемфис (штат Теннесси, США) в середине 1990-х годов. Находку сделал музыкант и кинематографист Джон Майкл МакКарти. Он обнаружил около 200 винтажных порнолент в формате Super 8 film и 16 мм, среди которых была и «Bat Pussy». Вся коллекция была выкуплена у «Парижа» компанией Something Weird Video за 1000 долларов. Сразу после находки картина была выпущена на VHS (в паре с фильмом Baby Bubbles), на DVD (в 2007 году) и на Blu-ray Disc (в 2017 году). По состоянию на апрель 2022 года «Bat Pussy» доступен для скачивания на официальном сайте Something Weird Video (платно).
В сентябре 2017 года фильм был показан на кинофестивале Fantastic Fest в Остине (штат Техас).

## О фильме
У «Bat Pussy» отсутствуют титры, нет информации о его правообладателе, исполнители главных ролей (малоизвестные порноактёры) известны только по именам, которые озвучены в фильме. Большинство актёров в ленте говорят с сильным южным акцентом. После 2K-реставрации на ягодице актёра Бадди удалось разобрать татуировку Arkansas Razorbacks. В начале фильма Бадди читает порнотаблоид Screw, на первой странице видна дата: 14 сентября 1970 года.

## Приём и критика
Почти сразу после выхода картина привлекла культовых последователей среди поклонников эксплуатации и порнографии за заведомо низкое качество; большинство обзоров критикуют фильм за технические недостатки, причудливые диалоги, а также сексуальную неумелость и физическую непривлекательность его главных актёров. Например, можно услышать, как режиссёр дает актёрам различные указания на протяжении всего фильма, в том числе в постельных сценах. В некоторых сценах Бадди называет Bat Pussy Batwoman, пока его не поправляет другой актёр. В одном месте отчётливо слышна отрыжка члена съёмочной группы за кадром.
- io9[англ.]. «… абсолютный надир порнографии. Не только связанной с „Бэтменом“, всей порнографии…»[20]; «… какой-то невероятно невозбуждающий секс и общее ужасное отношение…»
- Тим Льюис, генеральный менеджер Something Weird Video[англ.]. «… Этот фильм настолько безумен, что его нужно увидеть, чтобы поверить… Он только для по-настоящему пресыщенного зрителя взрослых фильмов…»[21]
- PornParody.com. «… Бадди и Сэм — физически непривлекательные образцы… даже по более свободным стандартам порно 1970-х годов…»[8]
- AV Maniacs. «… Бадди и Сэм — два белых мусора, не в форме, пьяная Schlitz[англ.]-деревенщина…»[19]; «… фильм нельзя даже назвать порнографическим, так как в нём нет заметного „траха“, он не вызывает даже малейшего возбуждения у своих зрителей…»[19]
- Something Weird Video[англ.]. «… диалог двух главных актёров, состоящий в основном из оскорблений и вульгарных фраз, например таких как „Мой гороскоп говорит, что я собираюсь трахнуть тебя в нос“ — это почти сюрреалистически, похоже на лепет двух сбежавших психически больных…»[14]
- Брэд Джонс, The Cinema Snob[англ.]. «… анти-порно… анти-секс…»[22]
- The Snipe. «… убийца стояка всех времён… Только психопат или, возможно, репликант[англ.] может это выдержать, не говоря уже о том, чтобы наслаждаться фильмом, столь бесплодным и непоколебимым в своём презрении к человечеству…»; «… актёры не способны ни играть, ни трахаться…»[23]
- Radiation-Scarred Reviews. «… Это фильм, который надо показывать подросткам, чтобы поощрить воздержание, потому что он просто делает акт прелюбодеяния настолько отталкивающим, настолько отвратительным, что его выполнение кажется немыслимым…»[24]
- Movies About Girls. «… ошеломляюще странный, неряшливый и уродливый, непреднамеренно веселый фрагмент домотканого кинематографического народного искусства, настолько бессмысленного, настолько сводящего с ума, случайного в своем исполнении, что он почти приближается к какому-то ужасному гению…»[16]
- Cinapse[англ.]. «… это порно-„Комната“…»; «… определённо весёлый фильм… настолько плохой, что даже хорошо…»[15]
- Deadline.com. «… это один из самых востребованных утерянных фильмов в истории американского кинематографа…»; «… вот что происходит, когда ваши самые смелые мечты и самые ужасные кошмары сталкиваются во взрыве вялого оцепенения…»[4]
- Cinepunx. «… фильм исключительно, несравненно мучительный… мясистый, неприглядный „День сурка“ мучительного порно-чистилища…»; «… поистине захватывающая капсула времени регионального кинематографа…»; «… любой поклонник странного мусорного кино обязан себе хотя бы одним просмотром этой странной, кинематографичной катастрофы…»[25]
- FilmMonthly. «… причудливый артефакт… несомненно, это одна из самых странных, самых загадочных и самых возмутительно интересных лент из архива Something Weird Video…»; «… поразительно неэротичный фильм…»; «… обязателен для фанатов эксплуатации…»[26]
- Birth. Movies. Death. «… трудно описать, насколько это чертовски плохо…»; «… абсурдность довольно быстро изнашивает своё гостеприимство…»; «… это не более чем болезненная диковинка для тех, кто видел всё это: история у костра, происхождение которой, вероятно, лучше оставить воображению…»[3]
- The Many More Lives of Batman. «… худшее порно из когда-либо снятых…»; «… фильм не содержит ни одного из основных компонентов персонажа, кроме каламбура в названии и ограниченной попытки воссоздать некоторые узнаваемые костюмы…»[27]